# Bandera de Mediona
La bandera oficial de Mediona té la següent descripció:
Bandera apaïsada, de proporcions dos d'alt per tres de llarg, blanca, amb tres faixes ondades blau clar, cadascuna de mitja, tres i mitja crestes i de gruix 1/7 de l'alçària del drap, i amb la mà esquerra oberta de l'escut de color taronja, d'alçària 6/7 de la del drap i amplària 6/21 de la llargària del mateix drap, sobreposada al centre.
Va ser aprovada el 29 de maig de 2008 i publicada en el DOGC el 12 de juny del mateix any amb el número 5151.